# لوران هيرفيه
لوران هيرفيه (بالفرنسية: Laurent Hervé)‏ هو لاعب كرة قدم فرنسي، ولد في 19 يونيو 1976 في بونت لآبي في فرنسا. لعب مع ميلتون كينز دونز ونادي بوفيه ونادي غانغون ونادي فان.

## وصلات خارجية
- لوران هيرفيه على موقع رابطة كرة القدم الفرنسية للمحترفين (الإنجليزية)
- لوران هيرفيه على موقع قاعدة بيانات كرة القدم.إي يو (الإنجليزية)